# إيليا ليونوف
إيليا ليونوف (بالروسية: Леонов, Илья Юрьевич)‏ هو لاعب كرة قدم روسي، ولد في 21 ديسمبر 1979 في موسكو في روسيا. لعب مع BSC Lokomotiv Moscow ‏.

## وصلات خارجية
- إيليا ليونوف على موقع الاتحاد الدولي (مؤرشف)  (الإنجليزية)